# حادثه چیچی‌جیما
حادثه چیچی‌جیما (انگلیسی: Chichijima incident)، (همچنین به عنوان حادثه اوگاساوارا شناخته می‌شود) در اواخر سال ۱۹۴۴ رخ داد. سربازان ژاپنی هشت هوانورد آمریکایی را در چی‌جیما در جزایر اوگاساوارا کشتند و چهار نفر از آنها را آدمخواری کردند. در کتاب پرفروش «فلای بویز:داستان واقعی شجاعت» نویسنده آمریکایی جیمز بردلی چندین نمونه از آدمخواری اسیرکنندگان ژاپنی از زندانیان متفقین جنگ جهانی دوم را شرح می‌دهد.

## حادثه
نه خلبان آمریکایی پس از سرنگون شدن در جریان بمباران چیچی‌جیما، جزیره‌ای کوچک ۷۰۰ میل در جنوب توکیو، در سپتامبر ۱۹۴۴، از هواپیماهای خود فرار کردند. هشت مورد از هوانوردان، لوید ولهوف،
گریدی یورک، جیمز «جیمی» دای، گلن فریزر جونیور، مارول «مارو» مرشون، فلوید هال، وارن ارل وان و وارن هیندلانگ دستگیر و در نهایت اعدام شدند. نهمین و تنها کسی که از دستگیری فرار کرد، رئیس‌جمهور آینده ایالات متحده جرج اچ. دابلیو. بوش، نیز خلبان ۲۰ ساله. بود
پس از جنگ، مشخص شد که هوانیروزان اسیر شده قبل از اعدام مورد ضرب و شتم و شکنجه قرار گرفته‌اند. به دستور سپهبد یوشیو تاچیبانا سر هوانیروز سر بریده شدند. افسران ژاپنی سپس قسمت‌هایی از بدن چهار نفر از مردان را خوردند.

## نجابت بوش قبل از اسارت
داستان خارق‌العاده نجات جرج اچ. دابلیو. بوش در دوران ریاست‌جمهوری او به خوبی شناخته شده بود، یک دریانورد نیروی دریایی توانسته بود از لحظه‌ای که این جوان لاغر اندام از قایق بادی کوچکش روی عرشه یک زیردریایی کشیده می‌شد فیلم بگیرد اما سرنوشت وحشتناک سایر بازماندگان برای سالها مخفی نگه داشته شد.
جرج اچ. دابلیو. بوش ۱۷ ساله بود که ایالات متحده پس از حمله پرل هاربر وارد جنگ شد و در لحظه ای که ۱۸ ساله شد برای پیوستن به ارتش ثبت نام کرد. او پس از اثبات توانیای خود در ضمن آموزش، به جوانترین خلبان نیروی دریایی ایالات متحده تبدیل شد و به عنوان خلبان یک بمب افکن غواصی سه نفره Avenger در اسکادران اژدر در اقیانوس آرام منصوب شد. بوش بخشی از مأموریتی علیه جزیره چیچیجیما در ۱۰۰۰ کیلومتری جنوب غربی ژاپن بود.
در حین پرواز بر فراز انتقام جو، پوسته ای به انتقام جو وارد شد و موتورش به آتش کشیده شد. اما به جای نجات فوری،
بوش همچنان به سمت دریا پرواز کرد و شانس نجات در اقیانوس آرام را بیش از احتمال اسیر شدن توسط ژاپنی‌ها تصور می‌کرد. زمانی که انتقام‌جو نمی‌توانست جلوتر پرواز کند، آقای بوش و خدمه‌اش تصمیم گرفتند خود را نجات دهند.
اما در حالی که چتر نجات بوش تمیز باز شد، دو نفر دیگر نتوانستند به سلامت به دریا برسند. ستوان ۲۰ ساله خود را تنها بازمانده این سانحه دید که در اقیانوس آرام روی یک قایق بادی شناور بود.

## نتایج
تاچیبانا، همراه با ۱۱ پرسنل ژاپنی دیگر، در اوت ۱۹۴۶ در رابطه با اعدام هوانوردان نیروی دریایی ایالات متحده و آدم‌خواری (انسان‌ها) در طول اوت ۱۹۴۴ محاکمه شدند. به‌طور خاص با آدمخواری سروکار نداشتند، آنها به جرم قتل و «جلوگیری از دفن شرافتمندانه» محاکمه شدند.: 86 
این پرونده در سال ۱۹۴۷ در دادگاه جنایات جنگی مورد بررسی قرار گرفت و از ۳۰ سرباز ژاپنی تحت تعقیب، چهار افسر (از جمله سپهبد تاچیبانا، سرگرد ماتوبا و کاپیتان یوشی) مجرم شناخته شدند و به دار آویخته شدند.
همه ثبت نام کردند مردان و تاداشی تراکی، افسر طب آزمایشی، ظرف هشت سال آزاد شدند.
نایب دریاسالار موری کونیزو که در زمان حادثه فرماندهی پایگاه هوایی چیچی-جیما را بر عهده داشت، معتقد بود که مصرف جگر انسان فواید پزشکی دارد. او ابتدا به دلیل دست داشتن در این حادثه به حبس ابد محکوم شد. با این حال، پس از اینکه زیردستان او در زمان حضور در جبهه جنوبی به کشتار زندانیان محکوم شدند، او به اعدام محکوم شد و متعاقباً در یک محاکمه جداگانه که توسط هلند برای جنایات جنگی انجام شده در هند شرقی هلند برگزار شد، به دار آویخته شد.

## کتاب
در کتاب پرفروش «فلای بویز:داستان واقعی شجاعت» نویسنده آمریکایی جیمز بردلی چندین نمونه از آدمخواری اسیرکنندگان ژاپنی از زندانیان متفقین جنگ جهانی دوم را شرح می‌دهد.
برادلی ادعا می‌کند که این نه تنها شامل آدمخواری آیینی کبد زندانیان تازه کشته شده، بلکه شامل آدم‌خواری برای نگهداری از زندانیان زنده در طول چند روز، قطع اندام فقط در صورت نیاز برای تازه نگه داشتن گوشت.